# Dreifaltigkeitskirche (Salzburg)

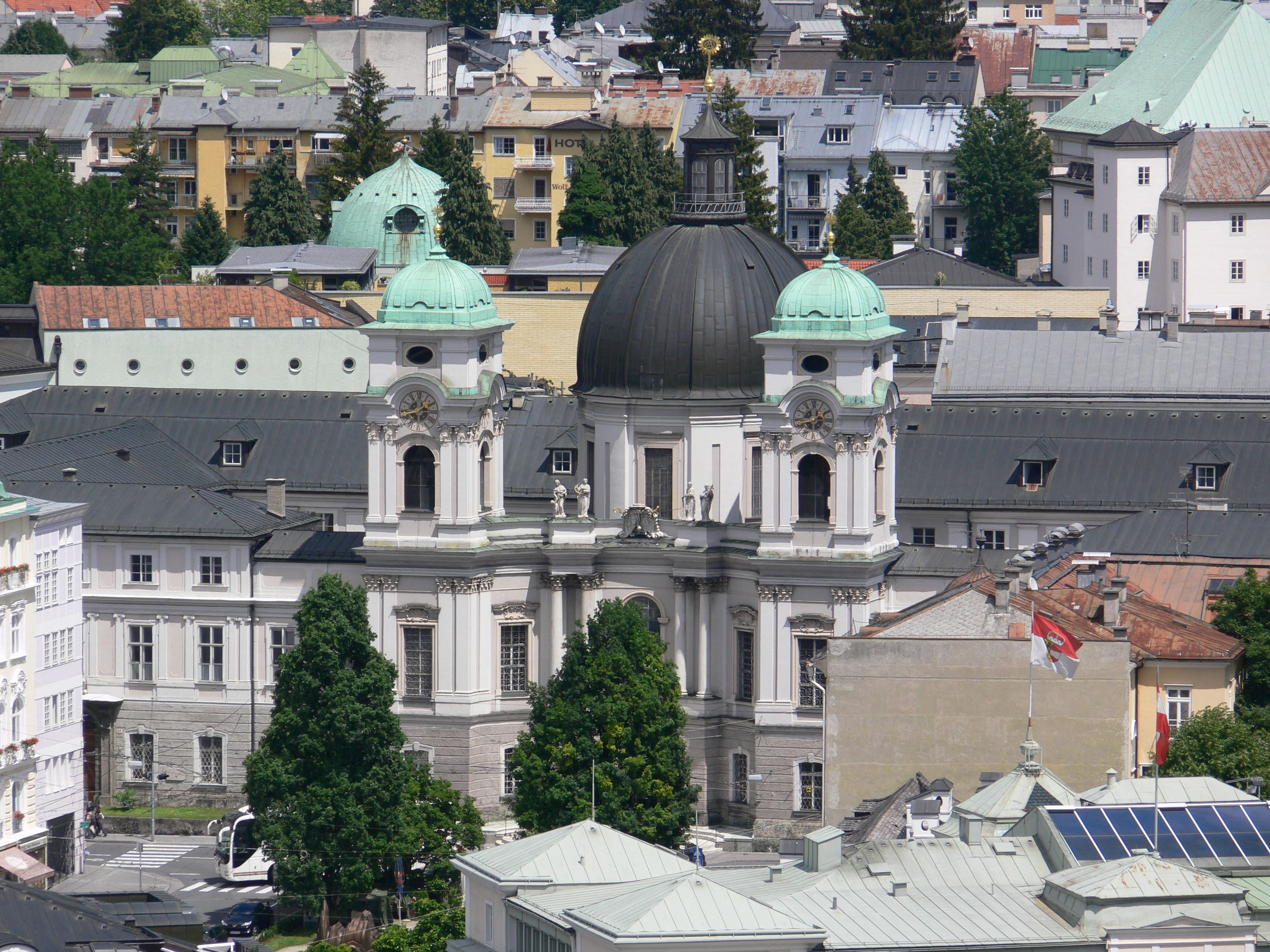
Drievuldigheidkerk

De Dreifaltigkeitskirche (Drievuldigheidskerk) is een katholieke kerk in het Oostenrijkse Salzburg.  Het is de oudste kerk van de stad, gebouwd tussen 1694 en 1702. 